# Африканський ремез
Африканський ремез (Anthoscopus) — рід горобцеподібних птахів родини ремезових (Remizidae). Включає 6 видів.

## Поширення
Представники роду поширені в Субсахарській Африці.

## Опис
Дрібні птахи, завдовжки 7,5-9 см, вагою 6-9 г. Зовні нагадують синиць, від яких відрізняються тоншим дзьобом, меншими крилами та хвостом.

## Спосіб життя
Африканські ремези живуть у різноманітних середовищах, від напівпустель Сахелю до тропічних дощових лісах. Основу раціону складають комахи. Вони будують закриті грушоподібні гнізда, які підвішують на гілках дерев. Матеріалом для гнізда служить павутиння, шерсть тварин, суха трава. Гніздо має помітний фальшивий вхід, який веде у пусту камеру та невидимий вхід у виводкову камеру, який закривається спеціальним клапаном. Ці помилкові входи використовуються для плутанини потенційних хижаків та захисту яєць та пташенят.

## Види
- Рід Африканський ремез (Anthoscopus)
  - Ремез сірий (Anthoscopus caroli)
  - Ремез золотолобий (Anthoscopus flavifrons)
  - Ремез південний (Anthoscopus minutus)
  - Ремез блідий (Anthoscopus musculus)
  - Ремез жовтий (Anthoscopus parvulus)
  - Ремез сахелевий (Anthoscopus punctifrons)